# Bernardas Bučas
Bernardas Bučas (russisch Бернардас Бучас; * 5. Dezemberjul. / 18. Dezember 1903greg. in Naurašiliai in der Rajongemeinde Panevėžys; † 21. Dezember 1979 in Kaunas) war ein litauisch-russischer Bildhauer, Maler und Grafiker.

## Leben
Bučas, ältestes Kind einer kinderreichen Kleinbauernfamilie, besuchte die Schule in Smilgiai und 1920–1926 das Juozas-Balčikonis-Gymnasium Panevėžys. Dort unterrichtete die Schriftstellerin Gabrielė Petkevičaitė-Bitė litauische und internationale Literatur und der Bildhauer Juozas Zikaras Bildende Kunst. 1926–1928 studierte Bučas an der Accademia di Belle Arti di Roma und 1928–1929 an der Académie royale des Beaux-Arts de Bruxelles. 1930 kehrte er nach Litauen zurück und ließ sich nach dem Wehrdienst 1932 in Panevėžys nieder. Dort arbeitete er als freier Künstler und beteiligte sich an Ausstellungen.
1932 schuf Bučas das Grabdenkmal für die Schriftstellerin Liudvika Didžiulienė in Griežionėlės. 1933–1935 fertigte er drei Basreliefs für das Agrarbank-Gebäude in Kaunas an sowie 1934 das Basrelief für den Grabstein des Dichters und Theologen Maironis in der Kathedrale St. Peter und Paul in Kaunas. Das Grabdenkmal für die Lehrerin V. Būtėnienės in Panevėžys entstand 1935 und auch der Sämann (2. Version 1939).
1936 erhielt Bučas ein Stipendium des litauischen Bildungsministeriums, mit dem er bis 1937 in Paris studierte. Dort begegnete er der Dichterin Salomėja Nėris, die er am 12. Dezember 1936 heiratete. Nach der Rückkehr nach Litauen ließen sie sich in Kaunas-Palemonas nieder. Dort baute er selbst ein Haus und legte einen großen Garten darum an. Am 23. Dezember 1937 wurde ihr Sohn Saulius geboren, der später Bildhauer wurde. 1940–1941 lehrte er Dekorative und Angewandte Kunst an der Handelshochschule in Kaunas.
1937 schuf Bučas die Büste des Schriftstellers und katholischen Priesters Juozas Tumas-Vaižgantas in Svėdasai. 1938 folgte die Büste des Ingenieurs Petras Vileišis in Kaunas und 1939 die des Publizisten Martynas Jankus in Kaunas.
Als Litauen die Litauische Sozialistische Sowjetrepublik geworden war, war Bučas viele Jahre Mitglied des Kunstrats des Kombinats Dailės für Dekorative und Angewandte Kunst in Kaunas. Mit seiner zweiten Frau Ona Bučienė hatte er die Töchter Rasa und Aušrelė. Sein Bruder Kasimeras war Architekt.
Ein Grabdenkmal für Feliksas und Magdalena Siručus in Liudvinavas schuf Bučas 1948. Für die wieder aufgebaute Grüne Brücke in Vilnius von der Altstadt nach Šnipiškės gestaltete er 1951 zusammen mit Petras Vaivada die Gruppe Landwirtschaft, die 2015 zusammen mit den anderen drei Skulpturen Bauwirtschaft und Industrie von Napoleonas Petrulis und Bronius Vyšniauskas, Auf Friedenswacht von Bronius Pundzius und Studierende Jugend von Juozas Mikėnas als Symbole der Sowjetherrschaft im Stile des Sozialistischen Realismus von der Brücke entfernt wurde. 1955 schuf Bučas das Denkmal für Salomėja Nėris in Kaunas und 1970 die Büste von Gabrielė Petkevičaitė-Bitė in Panevėžys.